# Plano de Fano

El plano de Fano.

En geometría proyectiva, el plano de Fano (cuyo nombre se debe a Gino Fano) es el plano proyectivo finito con el menor número posible de puntos y líneas: solo 7 de cada uno.

## Definiciones formales

### Coordenadas homogéneas
Está construido sobre el espacio vectorial {\displaystyle Z_{2}^{3}} y sus siete puntos pueden representarse como coordenadas homogéneas utilizando una codificación binaria de números distintos de cero, de la siguiente manera:
(0,0,1)
(0,1,0)
(1,0,0)
(0,1,1)
(1,0,1)
(1,1,0)
(1,1,1)

### Definición axiomática
Otra manera de definir el plano de Fano es mediante los siguientes axiomas:
1. Cada línea del plano tiene al menos tres puntos.
2. Por cada punto del plano pasan al menos tres líneas.
3. Por cada par de puntos pasa una y solo una línea.
4. Cada par de líneas se une exactamente en un punto.
5. Cada línea del plano tiene un máximo de tres puntos.
6. Por cada punto del plano pasan a lo más tres líneas.

Los dos últimos axiomas son los que realmente determinan un plano de Fano.

### Matriz de incidencia
Sea A={1,2,3,4,5,6,7} el conjunto de vértices que conforman el Plano de Fano, entonces este también puede representarse como el hipergrafo conformado por las hiperaristas {1,2,3}, {1,4,7}, {1,5,6}, {2,4,5}, {2,6,7}, {3,4,6} y {3,5,7}. Una tercera manera de definir el Plano de Fano es, entonces, a través de la matriz de incidencia de este hipergrafo. Es decir, como la matriz booleana:
| 1 2 3 4 5 6 7                                                                                     |
| 1 1 1 0 0 0 0 1 0 0 1 0 0 1 1 0 0 0 1 1 0 0 1 0 1 1 0 0 0 1 0 0 0 1 1 0 0 1 1 0 1 0 0 0 1 0 1 0 1 |